# Joseph Corré
Joseph Ferdinand Corré (født 30. november 1967 i Clapham) er en britisk forretningsmand mest kendt som medstifter af undertøjsfirmaet Agent Provocateur i 1994.
Han er søn af den britiske impresario og Sex Pistols manager Malcolm McLaren og modedesigneren Vivienne Westwood.
Corré blev i juni 2007 tildelt en MBE for hans bidrag til modeindustrien, men han afviste at modtage den i protest mod afgående Premierminister Tony Blairs handlinger i Iraq.
I forbindelse med 40 års jubilæet for udgivelsen af Sex Pistols debutsingle Anarchy in the U.K., brændte Corré en række samlerobjekter relateret til punkbevægelsen. Objekterne havde en anslået værdi af £5 millioner.